# Garsthuizervoorwerk
Garsthuizervoorwerk is een gehucht in de gemeente  Eemsdelta  in de Nederlandse provincie Groningen. Het gehucht ligt ten noordoosten van Garsthuizen en iets ten noorden van het gehucht Dijkum. Ten noordoosten ligt het streekje Honderd.
De naam verwijst naar het voorwerk dat hier vroeger lag, vlak achter de Fiveldijk. Het was een voorwerk van het Benedictijner klooster Feldwerd uit Oldenklooster.
In het gehucht staan twee boerderijen, die beiden Garsthuizer Voorwerk heten. De westelijke wordt ook wel Groot Garsthuizer Voorwerk genoemd en de oostelijke Klein Garsthuizer Voorwerk. Bij de oostelijke boerderij werd in de jaren 1870 een kunstmestfabriekje opgezet en in de jaren 1890 een aardappelmeelfabriekje, dat echter in 1899 alweer werd afgebroken. De oostelijke boerderij werd in 1929 herbouwd in een Groningse variant van de Amsterdamse School onder leiding van architect Berend Jager. Tussen beide boerderijen stond begin 20e eeuw nog een arbeidershuisje, dat later werd afgebroken.

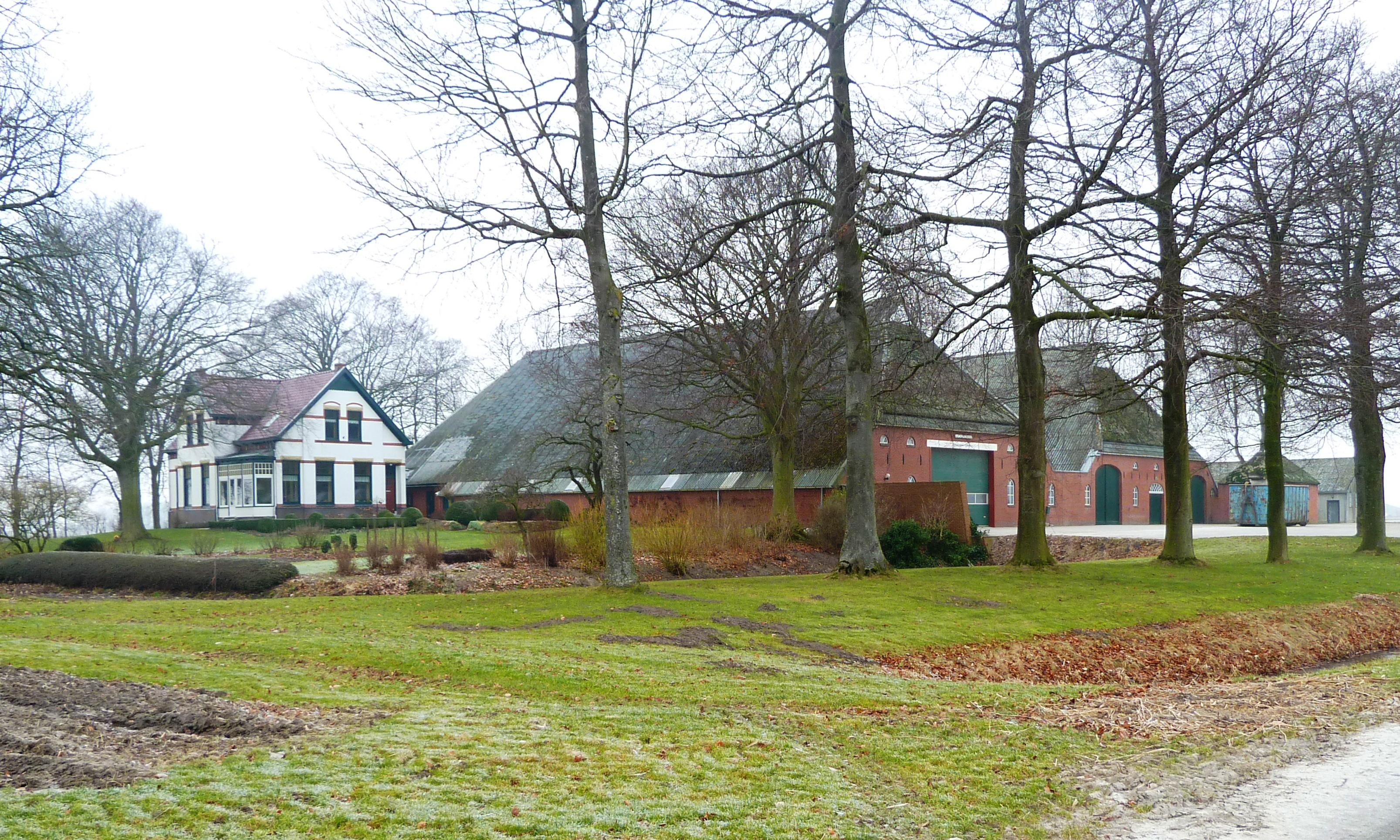
Westelijke boerderij
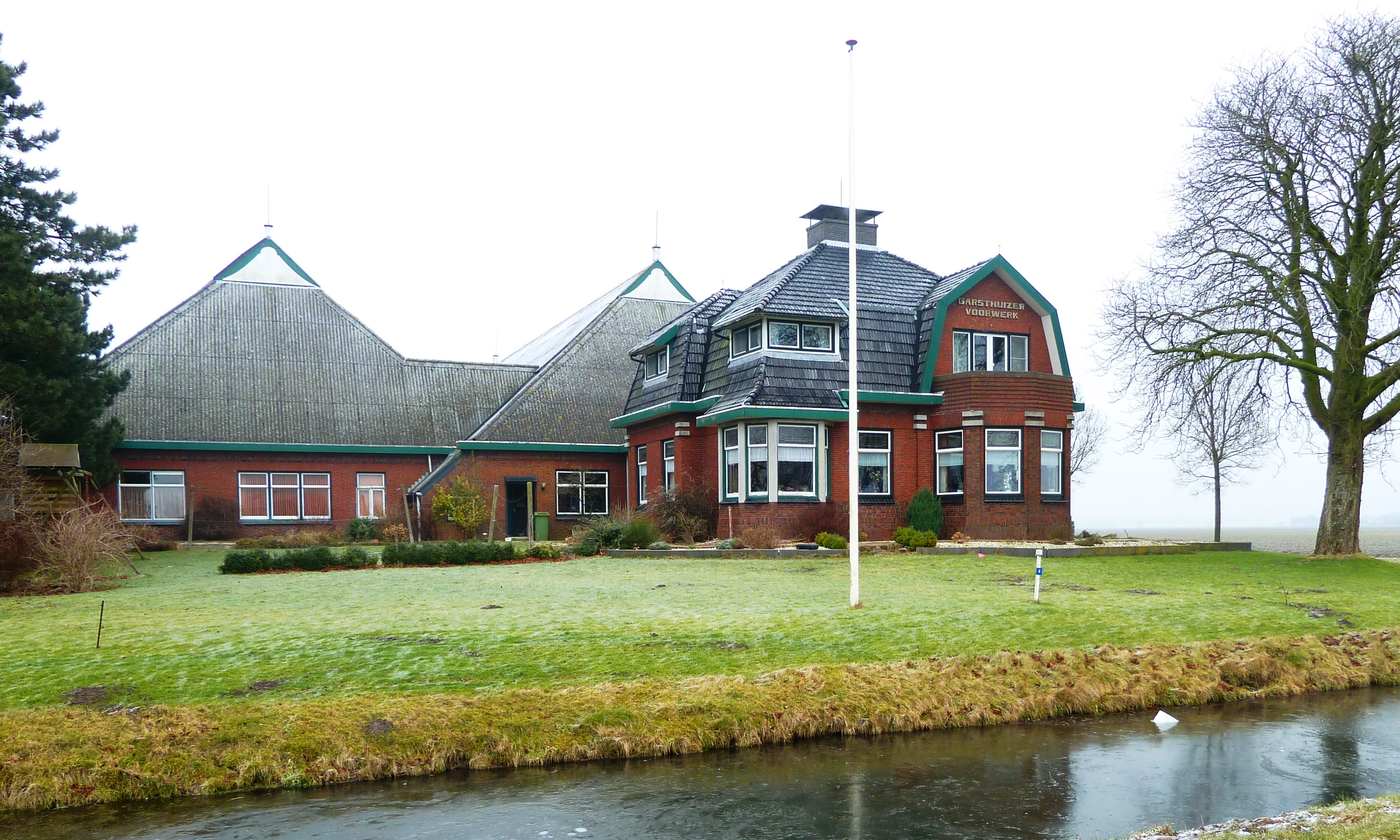
Oostelijke boerderij
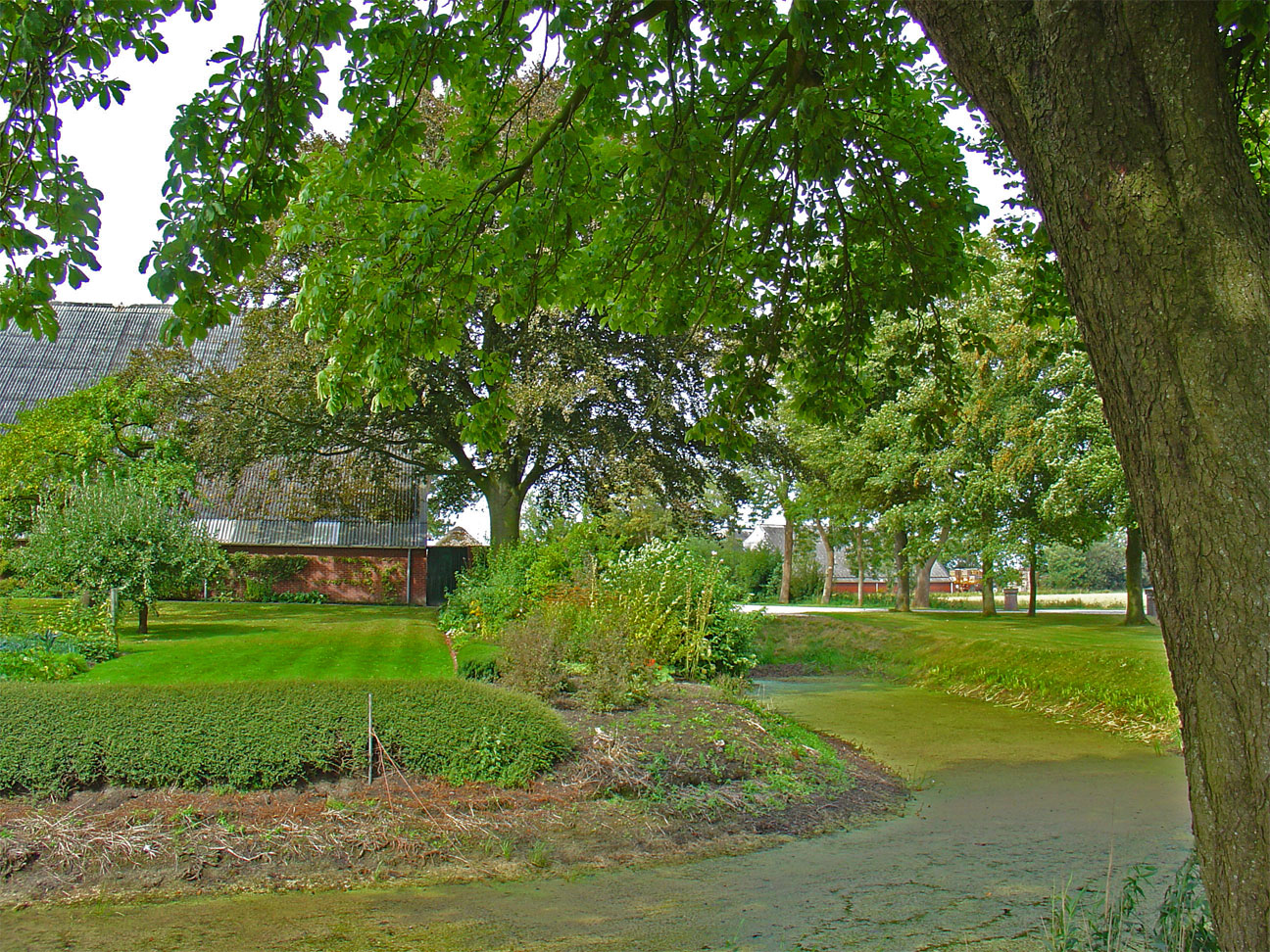
Gezicht naar de westelijke boerderij met de oostelijke op de achtergrond.